# Gabriel Hatton
Gabriel Auguste Hatton (* 22. November 1877 in Paris; † 16. Januar 1949 in Puteaux) war ein französischer Autorennfahrer.

## Karriere als Rennfahrer
Gabriel Hatton fuhr in seiner Karriere einmal das 24-Stunden-Rennen von Le Mans, das im Mai 1923 zum ersten Mal ausgetragen worden war. Hatton startete 1924, als das Rennen wegen des schlechten Wetters im Vorjahr am später traditionellen Termin im Juni stattfand. Er bestritt das Rennen gemeinsam mit Raoul Roret auf einem Alba mit 1,5-Liter-4-Zylinder-Reihenmotor. Das Duo wurde wegen zu geringer zurückgelegter Distanz nicht gewertet.

## Statistik

### Le-Mans-Ergebnisse
| Jahr | Team                                     | Fahrzeug        | Teamkollege | Platzierung     | Ausfallgrund |
| ---- | ---------------------------------------- | --------------- | ----------- | --------------- | ------------ |
| 1924 | Constructions Métallurgiques Usines Alba | Alba S4 10/12CV | Raoul Roret | nicht klassiert |              |